# Сироп

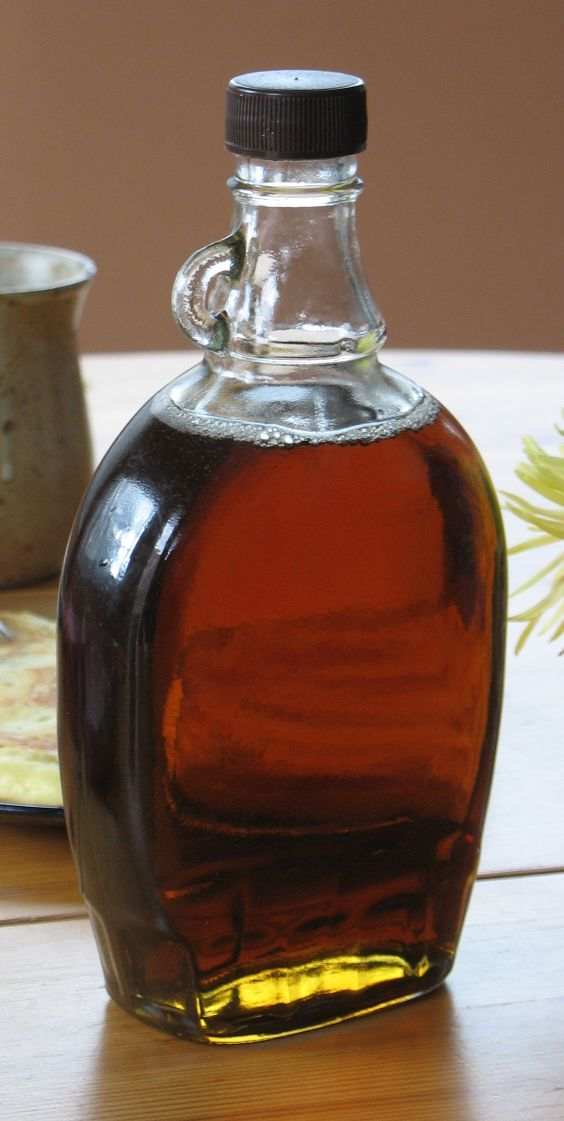
Кленовый сироп получают путём уваривания сока некоторых видов клёна

Сиро́п (фр. sirop от араб. شراب‎, шара́б) — концентрированный раствор одного или нескольких видов сахаро́в (сахарозы, глюкозы, фруктозы, мальтозы) в воде или натуральном соке. Сиропами также называют концентраты безалкогольных напитков.

## Описание
Прозрачная вязкая жидкость. Сиропы из растительного сырья имеют аромат соответствующих плодов. При концентрации свыше 70 % сироп препятствует сбраживанию и имеет консервирующее действие.

## Виды

### Сахарный
Сахарный сироп — водный раствор сахара. Для получения сиропа с высокой концентрацией сахара применяют уваривание сиропа. При возрастании концентрации сахара растут плотность и температура кипения.
Для определения концентрации сахара в промышленности используются замеры температуры кипения сиропа специальным термометром и плотности охлаждённого сиропа сахариметром или ареометром. Коэффициент преломления меняется пропорционально количеству сахара в сиропе и может использоваться для определения концентрации с помощью числа Брикса, концентрацию также определяют по плотности или вязкости. Определение концентрации сахарного сиропа:
| Сахар, % | Название концентрации | Температура кипения, °C | Удельный вес |
| -------- | --------------------- | ----------------------- | ------------ |
| 10       | Подслащенная вода     | 100,1                   | 1,038        |
| 20       | Подслащенная вода     | 100,3                   | 1,080        |
| 30       | Сладкая вода          | 100,6                   | 1,126        |
| 40       | Сладкая вода          | 101,1                   | 1,176        |
| 50       | Сироп слабый          | 101,9                   | 1,229        |
| 60       | Сироп средний         | 103,0                   | 1,236        |
| 65       | Сироп крепкий         | 103,9                   | 1,316        |
| 70       | Нитка тонкая          | 105,3                   | 1,348        |
| 75       | Нитка средняя         | 107,4                   | 1,378        |
| 80       | Нитка толстая         | 110,3                   | 1,411        |
| 85       | Шарик слабый          | 114,5                   | —            |
| 90       | Шарик средний         | 122,6                   | —            |
| 95       | Шарик крепкий         | 127,0                   | —            |
| 98       | Карамель              | 165,0                   | —            |

- Клейкая капля — десертной ложкой зачерпнуть несколько капель, помять между большим и указательным пальцами. Клейкая капля показывает самую малую концентрацию сиропа. Чтобы получить, стоит ограничиться растворением сахара в кипячёной воде в соотношении 50:50.
- Тонкая нитка — вылить немного сиропа на холодную тарелку, слегка прижать к нему донышко холодной десертной ложки и сразу поднять ложку вверх. Вслед потянется нитка, сравнимая по толщине с ниткой для шитья.
- Толстая нитка — действовать так же, как и для пробы на тонкую нитку. Потянется нитка, сравнимая по толщине с проводом компьютерной мыши. Можно также, быстро обдувая, схватить большим и указательным пальцами каплю сиропа и несколько раз быстро раздвинуть пальцы в стороны. Однако, подобный метод хорош для опытных кулинаров, слишком велик риск обжечься.
- Мягкий шарик — капнуть кипящий сироп в холодную воду. После остывания из капли можно пальцами скатать мягкий шарик.
- Твёрдый шарик — проба напоминает предыдущую. В холодной воде образуется твёрдый шарик.
- Карамель — скатать шарик на этой стадии уже невозможно. Твёрдый карамельный комочек ломается в холодной воде. При раскусывании должен не прилипать к зубам, но рассыпаться на мелкие кусочки.

#### Жжёнка
Жжёнка — пережжённый сахар, практически не содержащий воды. При нагревании до этой стадии сироп меняет цвет от жёлтого вначале до тёмно-коричневого в конце и начинает выделять удушливый дым. Для кондитерских целей жжёнка в чистом виде не используется. Растворённая в горячей воде жжёнка представляет собой тёмно-коричневый сироп с горьким вкусом и используется как пищевой краситель (например, для изготовления архангельских козуль).

### Инвертированный
Инвертный сахарный сироп состоит из равных частей фруктозы и глюкозы, полученных путём нагревания сахарного сиропа с пищевой кислотой. Такой сироп часто используют при изготовлении мучных кондитерских изделий для предотвращения их быстрого черствения (за счёт более гигроскопичной фруктозы).

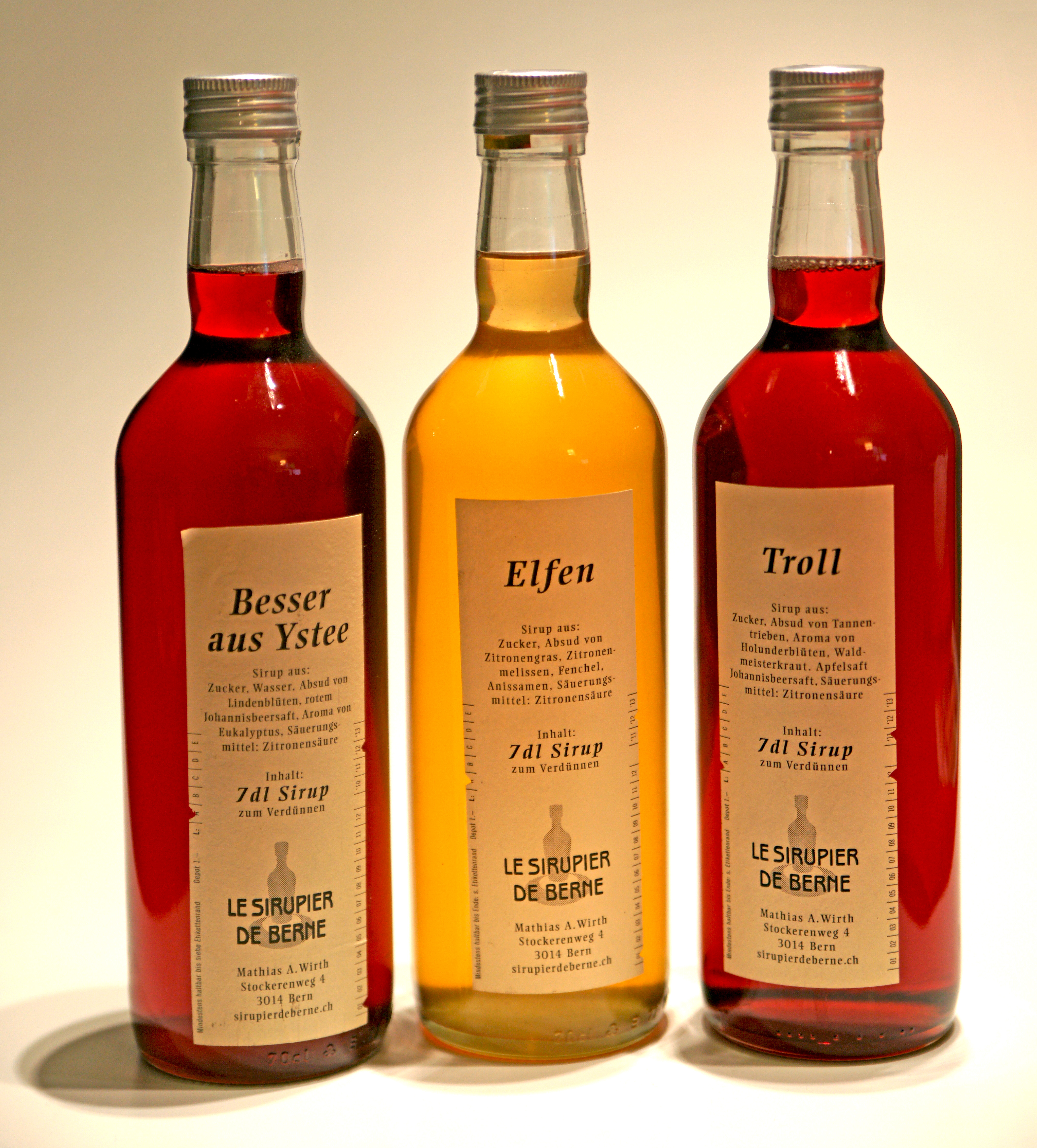
Плодово-ягодные сиропы

### Плодово-ягодный
Получают путём растворения сахара в соке плодов и ягод (натуральные сиропы) или в заменителе натурального сока (синтетические сиропы). Концентрация сахара в натуральном пастеризованном сиропе более 60 %, в непастеризованном сиропе более 65 %.

### Другие виды
- Сахарно-молочный — водный раствор сахара-песка с добавлением цельного молока.
- Сахарно-паточный — водный раствор сахара-песка с добавлением патоки.
- Помадный — дополнительно уваренный сахарно-паточный сироп.
- Сахарно-агаровый, сахарно-паточно-агаровый — сироп с добавлением агар-агара для получения студнеобразной (желейной) структуры. Помимо агара, могут использоваться и другие студнеобразователи.
- Ароматизированный — сахарный сироп с добавлением эссенций, коньяка, десертного вина, кофе и т. п.

## Использование

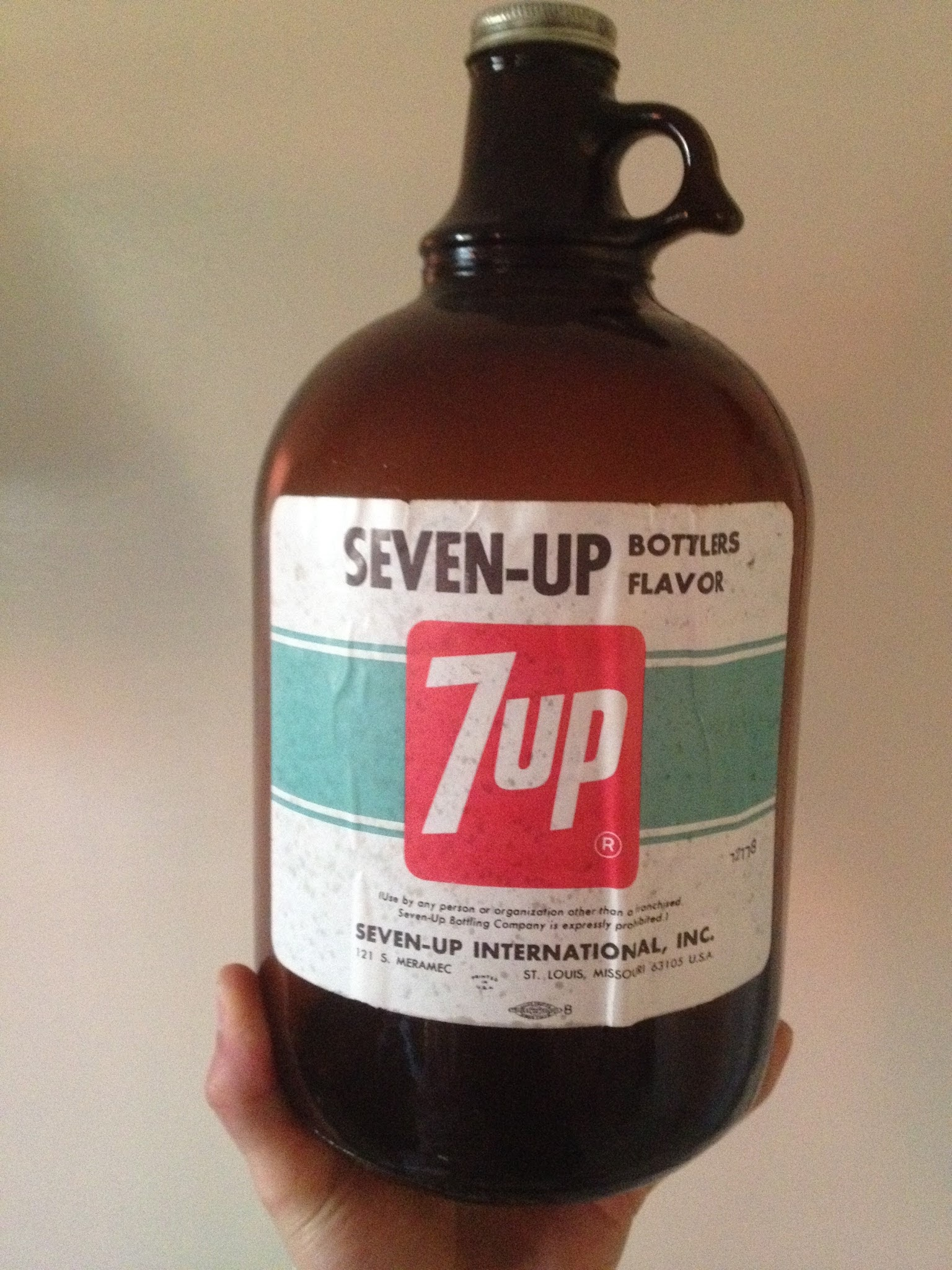
Концентрированный ароматизатор для 7 Up. В сиропообразном концентрате отсутствует сахар

- В кондитерском производстве водные сиропы с содержанием сахара 40—80 % (как правило, более 70 %) используются для промочки мучных кондитерских изделий, глазирования пряников, драже и фруктов, как полуфабрикат для изготовления карамельной массы и помадки[4]. Водные сиропы с содержанием сахара 30—60 % применяют при варке варенья и производстве консервированных фруктовых компотов[2].
- Фруктовые сиропы употребляются непосредственно в пищу, а также для получения газированных и других напитков (морсов, наливок, ликёров и других).
- В медицине сахарный сироп используется для исправления вкуса лекарств. Лекарства растительного происхождения могут изготавливаться с использованием сиропа из сока лекарственных трав.